# ホテル・シュヴァリエ
『ホテル・シュヴァリエ』（Hotel Chevalier）は、2007年の短編映画。ウェス・アンダーソンの同年公開映画『ダージリン急行』のプロローグ的作品であり、『ダージリン急行』劇場公開時に公開された。

## ストーリー
フランス・パリのホテルに宿泊しているジャックのもとに、ガールフレンドが訪れる。

## キャスト
- ジェイソン・シュワルツマン：ジャック
- ナタリー・ポートマン：ジャックのガールフレンド

## 備考
- アメリカではiTunesで先行公開（2007年9月26日 - 同年10月26日）された。